# Стив Уинууд
Стив Уинууд е английски музикант.
Твори в областта на стиловете рок, блу-айд соул, ритъм енд блус, блус рок, поп рок и джаз. Свири на клавирни инструменти, бас китара, барабани, китара, мандолина, цигулка.
Рожденото му име е Стивън Лорънс Уинууд. Освен като самостоятелен творец, той е член на Спенсър Дейвис Груп, Трафик, Блайнд Фейт и Гоу. Като член на групата „Трафик“ е включен в Залата на славата на рокендрола през 2004 г.
През 2005 г. е почетен като Икона на Би-Ем-Ай на Годишните лондонски награди на Би-Ем-Ай за „устойчивото влияние върху поколения от музикални творци“. През 2008 г. сп. „Ролинг Стоун“ го поставя на 33-то място в класацията 100-те най-велики певци на всички времена. Има спечелени 2 награди Грами.